# 濱田初幸
濱田 初幸（はまだ はつゆき、1955年7月15日 - ）は、愛媛県宇和島市出身の日本の柔道家。60kg級の選手。現在は鹿屋体育大学の教授を務める。

## 経歴
津島高校時代までは全国大会に出場した経験さえなかった。地元の松山商科大学へ進学して棟田康幸の父親である棟田利幸の指導を受けると力を付け始め、3年の時には講道館杯60kg級で3位に入るまでになった。4年の時には学生選手権軽量級で優勝を飾った。選抜体重別の決勝では国士舘大学教員の森脇保彦に敗れるも2位になった。大学を卒業後には愛媛県警の所属となると、選抜体重別で再び2位となった。嘉納杯では3位だった。1979年には講道館杯の決勝で森脇を破って優勝を飾った。1981年には選抜体重別の決勝で森脇を破って優勝するも、世界選手権代表には選出されなかった。アジア選手権では優勝を飾った。日本国際柔道大会では3位だった。1982年には嘉納杯で3位になった。1983年には講道館杯で4年ぶり2度目の優勝を飾った。1984年の選抜体重別では3位だった。1985年には日体大の武道学科に改めて入学すると、選抜体重別では決勝でロサンゼルスオリンピック金メダリストである長田商業高校教員の細川伸二に敗れるも2位になった。1987年には地元の愛光高校教員の職に就いた。1992年からは全日本女子代表チームのコーチとなり、田村亮子などの指導にあたった。1997年には国際柔道連盟のオリンピックソリダリティーエキスパート資格を得た。2002年からは鹿屋体育大学の教授となった。

## 主な戦績
- 1976年 - 講道館杯 3位
- 1977年 - 学生選手権 優勝
- 1977年 - 選抜体重別 2位
- 1978年 - フランス国際 3位
- 1978年 - 講道館杯 3位
- 1978年 - 選抜体重別 2位
- 1978年 - 嘉納杯 3位
- 1979年 - キューバ国際 優勝
- 1979年 - ソ連国際 2位
- 1979年 - 講道館杯 優勝
- 1979年 - 選抜体重別 3位
- 1981年 - ソ連国際 3位
- 1981年 - 選抜体重別 優勝
- 1981年 - アジア選手権 優勝
- 1981年 - 日本国際柔道大会 3位
- 1982年 - 講道館杯 3位
- 1982年 - 選抜体重別 3位
- 1982年 - 嘉納杯 3位
- 1983年 - 講道館杯 優勝
- 1983年 - 環太平洋柔道選手権大会 優勝
- 1984年 - 選抜体重別 3位
- 1985年 - 講道館杯 3位
- 1985年 - 選抜体重別 2位

(出典、JudoInside.com)。